# Ariotus quercicola
Ariotus quercicola là một loài bọ cánh cứng trong họ Aderidae. Loài này được Schwarz miêu tả khoa học năm 1878.